# Sušica (Pristina)
Pour les articles homonymes, voir Sušica.
Shushicë en albanais et Sušica en serbe latin (en serbe cyrillique : Сушица) est une localité du Kosovo située dans la commune/municipalité de Pristina, district de Pristina (Kosovo) ou district de Kosovo (Serbie). Selon le recensement kosovar de 2011, elle compte 515 habitants.
Selon le découpage administratif kosovar, elle fait partie de la commune/municipalité de Gračanica/Graçanicë.

## Démographie

### Évolution historique de la population dans la localité
| 1948 | 1953 | 1961 | 1971 | 1981 | 1991 | 2011 |
| ---- | ---- | ---- | ---- | ---- | ---- | ---- |
| 575  | 643  | 757  | 718  | 746  | 863  | 515  |

|  |

### Répartition de la population par nationalités (2011)
En 2011, les Albanais représentaient 59,81 % de la population et les Serbes 39,61 %.